# Azanza lampas
Azanza lampas (Tra nhỏ danh pháp đồng nghĩa Thespesia lampas) là một loài thực vật có hoa trong họ Cẩm quỳ. Loài này được (Cav.) Alef. mô tả khoa học đầu tiên năm 1861.